# Portefeuilleanalyse
Bij een portefeuilleanalyse worden strategische bedrijfseenheden (SBU’s) geanalyseerd op basis van een aantal bedrijfseconomische criteria. Deze analyse zorgt voor een totaalbeeld van de activiteiten die de onderneming op dat moment uitvoert. Ook kan deze analyse een beeld geven van de ontwikkelingen en toekomstige activiteiten van het bedrijf
De meestgebruikte portefeuilleanalyse is afkomstig van de Boston Consulting Group (BCG). Deze benadering richt zich op drie aspecten, namelijk de omzetwikkeling, de marktontwikkeling en de geldstroomontwikkeling